# Srilanka mirabilis
Srilanka mirabilis là một loài bọ cánh cứng trong họ Tenebrionidae. Loài này được Zoltán Kaszab miêu tả khoa học năm 1980.